# 国土交通審議官
国土交通審議官（こくどこうつうしんぎかん）は、国家公務員の官職及び役職の一つである。
国土交通事務次官に次ぐ国土交通省における事務系官僚のナンバー2のポストであり、いわゆる次官級審議官職の一つで国土交通省設置法に定められている「特別な職」である。現在の定員は3人。
一般には「国土交通省国土交通審議官」のように省名を冠する表記もなされるが、辞令上の正式な官職表記は国土交通事務次官と同様に省名を冠さない「国土交通審議官」となる。これは、大臣からの辞令（つまり省内の辞令）であるために省名を略しているというだけでなく、国会あるいは内閣・他省庁からの辞令等でも単に「国土交通審議官」と表記されることからも正式呼称であることが確認される（同省の各局長も省内辞令では省名を冠していないが国会等外部からは国土交通省○○局長と表記されており明確な差異がある。）。

## 職務
国土交通審議官は、命を受けて、国土交通省の所掌事務に係る重要な政策に関する事務を総括整理する（国土交通省設置法第5条第3項）。3名の国土交通審議官は通例建設担当、運輸担当及び国際担当の3名となっている。

## 現任
2025年7月1日現在
- 塩見英之（旧建設省出身）
- 天河宏文（旧建設省出身）
- 寺田吉道（旧運輸省出身）